# Плахотный, Николай Михайлович
Николай Михайлович Плахотный (29 ноября 1922 — 11 июля 1944) — советский офицер-артиллерист (капитан) в годы Великой Отечественной войны, Герой Советского Союза (24.03.1945, посмертно).

## Биография
Николай Плахотный родился 29 ноября 1922 года в деревне Шуклино (на территории современного Коченёвского района Новосибирской области) в крестьянской семье. После окончания средней школы № 73 в Новосибирске в 1940 году работал на заводе «Сибсельмаш».
В 1941 году призван в ряды РККА. В апреле 1942 года окончил 2-е Томское артиллерийское училище. Тогда же прибыл в ряды действующей армии Великой Отечественной войны. Воевал на Брянском фронте. и 1-м Прибалтийском фронтах. С 1943 года командовал батареей 569-го истребительно-противотанкового артиллерийского полка 17-й истребительно-противотанковой бригады 43-й армии 1-го Прибалтийского фронта.
Особенно отличился в ходе Белорусской стратегической наступательной операции «Багратион», командуя батареей того же 569-го истребительно-противотанкового артиллерийского полка. Во время боёв у литовского села Сервиджай 569-й ИПТАП был развёрнут в полосе контрудара частей 3-й немецкой танковой армии, стремившихся воспрепятствовать продвижению войск 1-го и 2-го Прибалтийского фронтов в операции по отсечению группы армий «Север» от основных сил вермахта. В ходе танковых атак германских войск третья артиллерийская батарея под командованием Плахотного трижды отражала атаки, уничтожив не менее 10 танков и приблизительно 150 пехотинцев. К началу четвёртой атаки два орудия батареи были уничтожены, боезапас подходил к концу, многие номера расчётов были ранены или убиты, в том числе был ранен и командир батареи. Израсходовав все снаряды, артиллеристы под командованием Н. М. Плахотного организовали круговую оборону, нанесли наступавшим существенные потери, но в итоге были смяты превосходящими силами противника. Н. Плахотный, получивший тяжёлое ранение и находившийся в бессознательном состоянии был взят в плен. Наступление на участке было сорвано, германские войска отошли к своим позициям. Н. Плахотный умер в плену от ран и пыток, отказываясь сообщать известную ему информацию, и был похоронен в литовском городе Утена.
Указом Президиума Верховного Совета СССР от 24 марта 1945 года за образцовое выполнение заданий командования в борьбе против немецких захватчиков и проявленные при этом отвагу и геройство капитану Плахотному Николаю Михайловичу присвоено звание Героя Советского Союза посмертно.
Награждён также орденом Ленина, орденами Отечественной войны 1-й (13.05.1944) и 2-й (14.10.1943) степеней.

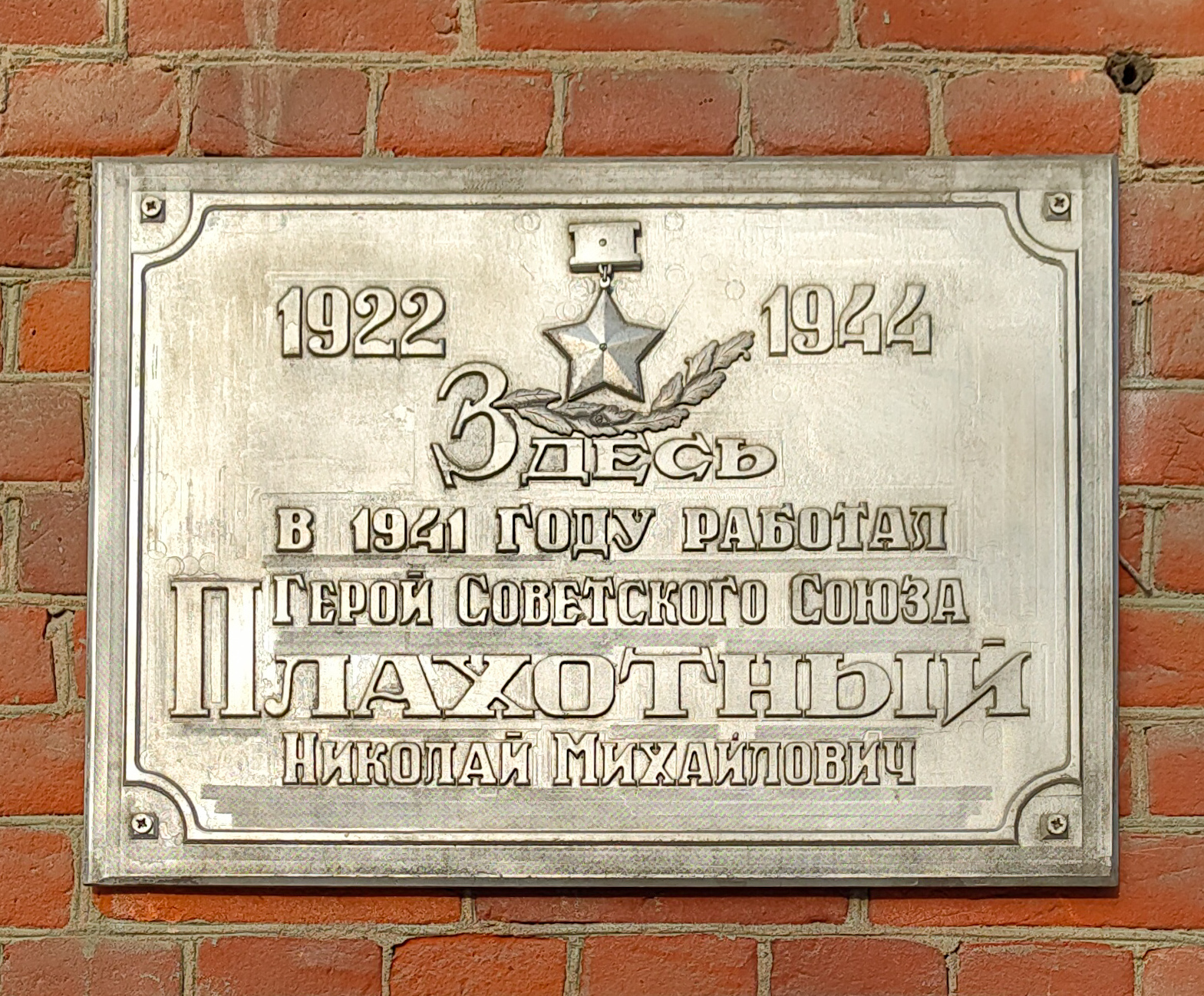
Мемориальная доска Н. М. Плахотному на здании правления завода «Сибсельмаш»

## Память
- В городе Утена на могиле героя был установлен обелиск, имя Плахотного носила одна из улиц Утены.
- В честь Н. М. Плахотного названа школа в Новосибирске, в которой он учился, а также названа улица в Новосибирске (ранее называлась Лагерной).
- В 1962 году в честь Н. М. Плахотного была переименована улица в посёлке Коченёво (ранее называлась Коммунальная)[2].
- На здании правления завода «Сибсельмаш», на котором до войны работал Н. М. Плахотный, установлена мемориальная доска.
- Портрет Героя размещён в галерее выдающихся деятелей Новосибирской области.